# Хоккей на траве в Египте
Хоккей на траве в Египте входит в число распространённых командных видов спорта.

## Древность
Игра, похожая на хоккей на траве, была знакома ещё жителям Древнего Египта около 2 тысячелетия до нашей эры. В частности, на рисунках в гробнице номарха Махеджа Хети I в некрополе Бени-Хасан были изображены люди, держащие в руках палки с загнутыми концами, которыми они борются за мяч, в окружении других людей с такими же палками. Древние египтяне играли ветвями пальмы с загнутыми концами, а мячи делали из обтянутого кожей или тканью папируса, они были окрашены в два цвета.

## Современный период
Развитием вида спорта в стране занимается Федерация хоккея на траве Египта, входящая в Международную федерацию хоккея на траве. Она базируется в Каире, пост президента занимает Шериф Камаль.
Титул чемпионов Египта по хоккею на траве разыгрывается в мужской и женской премьер-лиге. Также проводится юношеский чемпионат страны. Хоккей на траве входит в программу Британского международного колледжа в Каире.
Сильнейшая команда в истории египетского хоккея на траве — «Шаркия»: к 2018 году она выиграла 28 из 34 чемпионатов страны, девять Кубков Египта и два Суперкубка, а к 2019 году 24 раза побеждала в Кубке африканских чемпионов, включая первый розыгрыш в 1988 году, проводившийся в Каире. За это она была включена в Книгу рекордов Гиннесса. По меньшей мере дважды Кубок африканских чемпионов выигрывала другая египетская команда «Истерн Компани».
Египетские хоккеисты выступают не только в Египте и других странах Африки, но и в Европе — в частности, в Италии. Один из самых известных египетских хоккеистов — Ахмед Эльмаграби, в 1993 году принявший гражданство США и проведший за сборные двух стран 195 матчей.
Развитие хоккея на траве в Египте сдерживает недостаточно развитая инфраструктура: например, подходящие поля есть только в Каире, Шаркии, Порт-Саиде и Александрии. Поле в Порт-Саиде уложено по программе качества Международной федерации хоккея на траве.

## Международные соревнования
Первые международные успехи мужской сборной Египта относятся к 1950-60-м годам. В 1955 году она выиграла хоккейный турнир Средиземноморских игр, в 1963 году стала второй.
С 1980-х годов сборная Египта входит в число ведущих в Африке. Она дважды участвовала в летних Олимпийских играх, заняв в 1992 и 2004 годах последнее, 12-е место.
Трижды египтяне выступали в Мировой лиге, лучший результат — 15-е место в сезоне-2016/17.
С 1983 года египетские хоккеисты неизменно выигрывают медали чемпионата Африки — на их счету две золотых (1983, 1989), шесть серебряных (1993, 2005, 2009, 2013, 2017) и одна бронзовая (1996) медаль. В 1991 и 2003 годах египтяне выигрывали хоккейные турниры Всеафриканских игр, в 1995 и 1999 годах завоёвывали серебро.
Женская сборная Египта лишь с конца 90-х годов участвует в крупных международных турнирах. На её счету три выступления на чемпионате Африки: в 1998 и 2009 годах египтянки заняли 4-е место, в 2017 году — 5-е.
Египет несколько раз принимал крупные континентальные хоккейные турниры. Трижды здесь проводились чемпионаты Африки — в 1974 и 1983 годах в Каире, в 2017 году в Исмаилии. В 1991 году хоккей на траве входил в программу Всеафриканских игр в Каире.